# Lophuromys melanonyx
Lophuromys melanonyx is een knaagdier uit het geslacht Lophuromys dat voorkomt in grasland in de bergen van Ethiopië op 3100 tot 4050 m hoogte. Deze soort behoort tot het ondergeslacht Lophuromys en is daarbinnen verwant aan L. flavopunctatus en L. brevicaudus.
L. melanonyx is een zeer grote soort met een extreem korte staart. De bovenkant van het lichaam is grijs, de onderkant crèmekleurig. De staart is aan de bovenkant zwart en aan de onderkant licht. De grote, zwarte klauwen zijn een aanpassing aan een gravende levenswijze. De kop-romplengte bedraagt 140 tot 165 mm, de staartlengte 58 tot 80 mm, de achtervoetlengte 26 tot 29 mm, de oorlengte 19 tot 24 mm, het gewicht 84 tot 120 g en de schedellengte 31,6 tot 34,4 mm.